# 赤銅鍱部
赤銅鍱部或銅鍱部，也叫做紅衣部，是傳至斯里蘭卡的分別說部佛教支派。因斯里蘭卡古稱「銅鍱洲」或「赤銅鍱」故得名。

## 支派
以巴利語三藏為其主要特徵，又被稱為巴利文佛教或尼柯耶派。
因為權力上的紛爭，後世分裂為三派：
- 大寺派。現今南傳上座部佛教皆以此部為根源。
- 無畏山派，也稱為“法喜部”。
  - 祗陀林派，也稱為“海部”。

## 漢傳記載

### 傳承
斯里蘭卡(古稱僧伽羅國、師子國)的分別說部佛教是第三次結集後摩哂陀尊者傳入：
- 公元489年僧伽跋陀羅譯《善見律毘婆沙》
- 法顯《高僧法顯傳》
- 玄奘《大唐西域記》
- 三藏斯里蘭卡分別說部三藏使用巴利語。

### 學說

#### 有分
有分概念最早出現在《發趣論》中。
玄奘三藏譯世親《大乘成業論》。
梁扶南三藏僧伽婆羅譯優波底沙《解脫道論》。
玄奘三藏譯無性《攝大乘論無性釋》。
真諦三藏譯世親《攝大乘論釋》。

#### 意根
心臟一詞出現在《分別論》對意界的定義中。
玄奘三藏譯無性《攝大乘論無性釋》。
玄奘三藏《成唯識論》。
窺基法師《成唯識論述記》。

## 存世經典
《善見律毘婆沙》為赤銅鍱部律藏的註釋書。又據學者考證，《解脫道論》可能為無畏山派(巴利語: Abhayagirivihara)的論書。